# The Big Cartoon DataBase
Big Cartoon DataBase (BCDB) — одна из крупнейших онлайн-баз данных о мультипликационных фильмах, анимационных научных фильмах, анимационных телешоу и коротких мультфильмах.
Проект BCDB стартовал в 1996 году как список Диснеевских мультфильмов на компьютере создателя базы данных (Dave Koch). В ответ на проявленный интерес к списку, база данных в 1998 году стала доступной в сети как поисковый ресурс, предназначенный для сбора информации о мультфильмах. В базе данных можно было найти информацию о таких деталях производства конкретных картин как актёры (озвучивающие мультипликационные роли), продюсеры и режиссёры, а также краткое содержание сюжета и рецензии посетителей. В 2003 году BCDB стала 501(c) некоммерческой организацией. А 24 июня 2009 года по сообщению от автора проекта на его форуме база данных преодолела рубеж в 100 000 статей.

## Особенности
Одной из особенностей базы данных является её страница «Популярное», на которой показаны 25 самых популярных анимационных фильмов по мнению пользователей ресурса. Пользователям предлагается возможность оценить фильм от 0 до 10 баллов. Сам рейтинг показывает мультфильмы набравшие наивысший балл, а также мультфильмы, за которые было отдано наибольшее число голосов. В этой базе данных также есть рейтинг 20 худших картин.
BCDB также содержит собственный форум, на котором пользователь могут обмениваться мнениями или расспрашивать что-либо о мультипликационных фильмах. Форум находится в открытом доступе, и модерируется модераторами и администраторами.
Также в базе данных есть блок новостей, где публикуется информация о новинках мультфильмов, а также недавно добавленные в базу изображения.

## Big Comic Book Database
Big Cartoon Database также запустила аналогичный проект Big Comic Book Database (BCBDB) — онлайн базу данных о комиксах. К 2005 году в ней содержалась информация о более, чем 100 000 комиксов, и около 35000 сканов обложек.